# Pessegueiro do Vouga
Pessegueiro do Vouga é uma povoação portuguesa sede da Freguesia de Pessegueiro do Vouga do Município de Sever do Vouga, freguesia com 16,01 km² de área e 1715 habitantes (censo de 2021), tendo, por isso, uma densidade populacional de 107,1 hab./km².

## Demografia
A população registada nos censos foi:
| Distribuição da População por Grupos Etários | Distribuição da População por Grupos Etários | Distribuição da População por Grupos Etários | Distribuição da População por Grupos Etários | Distribuição da População por Grupos Etários |
| -------------------------------------------- | -------------------------------------------- | -------------------------------------------- | -------------------------------------------- | -------------------------------------------- |
| Ano                                          | 0-14 Anos                                    | 15-24 Anos                                   | 25-64 Anos                                   | > 65 Anos                                    |
| 2001                                         | 275                                          | 293                                          | 972                                          | 366                                          |
| 2011                                         | 249                                          | 199                                          | 986                                          | 418                                          |
| 2021                                         | 181                                          | 166                                          | 894                                          | 474                                          |

## Lugares
- Barca
- Barquinha
- Bouço
- Chão de Além
- Cogulo
- Cristêlo
- Cruz do Fojo
- Cruzeiro
- Gândara
- Grela
- Igreja (Sede)
- Feira Nova
- Foz do Rio Mau
- Lomba
- Lombinha
- Mata
- Mosqueiro
- Muro (ou Pessegueiro)
- Nogueira
- Paredes
- Ponte (ou Ponte do Pessegueiro)
- Poço de São Tiago
- Porto Carro
- Ribela
- Sobral
- Sóligo
- Vinha Dónega

## Património
- Igreja de São Martinho
- Capela de Santo António
- Capela de Nossa Senhora da Saúde
- Capela de Nossa Senhora de Fátima
- Capela de São João Baptista
- Casa setecentista
- Casa seiscentista
- Casa do Cogulo com oratório
- Cruzeiro no lugar de Lombinha
- Cruzeiro no Alto do Rosário
- Cruzeiro do Adro da Igreja
- Cruzerio do lugar do Cruzeiro
- Alminhas da Cruz do Fojo
- Oratório da Ribela
- Oratório no lugar de Nogueira
- Varios Cruzeiros e Alminhas[5]
- Ponte do rio Mau
- Seis cruzes e Capela do Calvário
- Quinta do Sobral e Capela de São Pedro
- Ponte de São Tiago
- Ponte do Abade de São Tiago
- Barragem da Grela
- Moinhos de água
- Assentos da Grela
- Praia fluvial da Cascalheira